# Anamari Velenšek
Anamari Velenšek (Celje, 15 de mayo de 1991) es una deportista eslovena que compite en judo.
Participó en tres Juegos Olímpicos de Verano, entre los años 2012 y 2020, obteniendo una medalla de bronce en Río de Janeiro 2016, en la categoría de –78 kg. En los Juegos Europeos de Bakú 2015 consiguió dos medallas de bronce (–78 kg y equipo).
Ganó dos medallas en el Campeonato Mundial de Judo, plata en 2015 y bronce en 2014 y cuatro medallas en el Campeonato Europeo de Judo entre los años 2011 y 2015.

## Palmarés internacional
| Juegos Olímpicos   | Juegos Olímpicos        | Juegos Olímpicos  | Juegos Olímpicos |
| Año                | Lugar                   | Medalla           | Categoría        |
| ------------------ | ----------------------- | ----------------- | ---------------- |
| 2016               | Río de Janeiro (Brasil) | Medalla de bronce | –78 kg           |
| Campeonato Mundial |                         |                   |                  |
| Año                | Lugar                   | Medalla           | Categoría        |
| 2014               | Cheliábinsk (Rusia)     | Medalla de bronce | –78 kg           |
| 2015               | Astaná (Kazajistán)     | Medalla de plata  | –78 kg           |
| Juegos Europeos    |                         |                   |                  |
| Año                | Lugar                   | Medalla           | Categoría        |
| 2015               | Bakú (Azerbaiyán)       | Medalla de bronce | –78 kg           |
| 2015               | Bakú (Azerbaiyán)       | Medalla de bronce | Equipo           |
| Campeonato Europeo |                         |                   |                  |
| Año                | Lugar                   | Medalla           | Categoría        |
| 2011               | Estambul (Turquía)      | Medalla de bronce | –78 kg           |
| 2012               | Cheliábinsk (Rusia)     | Medalla de bronce | –78 kg           |
| 2013               | Budapest (Hungría)      | Medalla de plata  | –78 kg           |
| 2015               | Bakú (Azerbaiyán)       | Medalla de bronce | –78 kg           |